# Fran Leeper Buss
Fran Leeper Buss (* 3. März 1942 in Manchester, Iowa, USA; † 19. Juli 2022 in Tucson, Arizona, USA) war eine US-amerikanische Frauenrechtlerin und Historikerin. Sie arbeitete als Universitätspfarrerin und Dozentin für Frauenstudien und leitete ein von ihr gegründetes Beratungszentrum für Frauen.
Fran Leeper Buss reiste lange Zeit durch die USA, um die Lebensgeschichten von Frauen der unteren sozialen Schicht und unterschiedlicher ethnischer Herkunft mit der Methode der Oral History aufzuzeichnen, und veröffentlichte dazu drei Bücher. Sie hatte einen Lehrauftrag am Southwest Institute für Frauenforschung, University of Arizona. Sie lebte mit ihrem Mann und ihren drei Kindern in Tucson, Arizona.

## Werke
- Dignity. Lower income women tell their lives and struggles. University of Michigan Press, Ann Arbor, Mich. 1990, ISBN 0-472-06357-X
- Ein fremdes Land. Roman. Beltz & Gelberg, Weinheim 1994, ISBN 3-407-78246-2 (amerikanisches Englisch: Journey of the Sparrows, übersetzt von Heike Brandt).